# (6044) Hammer-Purgstall
(6044) Hammer-Purgstall ist ein Asteroid des Hauptgürtels, der am 13. September 1991 von den deutschen Astronomen Freimut Börngen und Lutz D. Schmadel an der Thüringer Landessternwarte Tautenburg (IAU-Code 033) im Tautenburger Wald in Thüringen entdeckt wurde.
Der Himmelskörper gehört zur Gefion-Familie, einer Gruppe von Asteroiden des mittleren Hauptgürtels, die nach (1272) Gefion benannt wurde. Früher wurde die Gruppe auch als Ceres-Familie bezeichnet (nach (1) Ceres, Vincenzo Zappalà 1995) und Minerva-Familie (nach (93) Minerva, AstDyS-2-Datenbank). Die zeitlosen (nichtoskulierenden) Bahnelemente von (6044) Hammer-Purgstall sind fast identisch mit denjenigen von fünf kleineren (wenn man von der absoluten Helligkeit von 15,72, 15,96, 15,49, 15,96 und 16,90 gegenüber 13,63 ausgeht) Asteroiden: (147315) 2003 BK2, (190392) 1999 TL82, (239463) 2007 TX316, (345019) 2006 JC26 und (402281) 2005 SC118.
Der Asteroid ist nach dem österreichischen Diplomaten und Orientalisten Joseph von Hammer-Purgstall (1774–1856) benannt, der als Begründer der wissenschaftlichen Osmanistik und als österreichischer Pionier der Orientalistik gilt. Er gründete 1847 die Österreichische Akademie der Wissenschaften und war von 1848 bis 1849 deren erster Präsident.